# Gemma Gibbons
Pour les articles homonymes, voir Gibbons (homonymie).
Gemma Jeanette Gibbons  est une judokate britannique née le 6 janvier 1987 à Greenwich.

## Carrière
Non qualifiée dans sa catégorie des moins de 70 kg pour les Jeux olympiques d'été de 2012, elle y participe dans la catégorie moins de 78 kg et remporte une médaille d'argent.

## Palmarès

### Jeux olympiques
- Jeux olympiques d'été de 2012 à Londres (Royaume-Uni) :
  -  Médaille d'argent dans la catégorie des moins de 78 kg (poids mi-moyens).

### Jeux du Commonwealth
- Jeux du Commonwealth de 2014 à Glasgow (Royaume-Uni) :
  -  Médaille d'argent dans la catégorie des moins de 78 kg (poids mi-lourds).

## Vie privée
Elle est mariée au judoka  Euan Burton.